# Nazia
Nazia (en russe : На́зия, en finnois : Naasia) est une commune urbaine du raïon de Kirovsk de l'oblast de Léningrad, en Russie. Il est le centre administratif de l'établissement urbain de Nazia. Sa population s'élevait à 6 132 habitants en 2024.    

## Géographie
Nazia est située dans l'oblast de Léningrad, un sujet de Russie européenne qui fait partie du district fédéral du Nord-Ouest. La localité se trouve dans le raïon de Kirovsk, une des raïons de l'oblast, et fait partie de l'établissement urbain de Nazia, une municipalité du raïon, dont il est le chef-lieu,,.
Nazia, comme tout l'oblast de Léningrad, est située dans le fuseau horaire MSK (heure de Moscou). Le décalage horaire appliqué par rapport au temps universel coordonné est +03:00.

## Démographie
Recensements (*) et estimations de la population,:
| 2002* | 2010* | 2021* | 2024  |
| ----- | ----- | ----- | ----- |
| 5 755 | 4 858 | 6 313 | 6 132 |